# Раєвський Петро Іванович
Рає́вський Петро́ Іва́нович (1847, Бориспіль — 1886) — український письменник.

## Біографія
Син священика з Борисполя. Освіту здобув у Полтавському духовному училищі, проте, через сімейні обставини не зміг її завершити. Пізніше Петру Раєвському випала можливість разом з Павлом Чубинським взяти участь у етнографічних експедиціях у різних частинах України. Спостереження та зібраний матеріал використав коли, оселившись в 1870-х роках рідному Борисполі, присвятив себе літературі. Там він фактично прожив до кінця життя. Похований у Києві на Щекавицькому цвинтарі.

## Творчість
Багато його нарисів та невеличких повістей було надруковано у часописі «Киевлянин», але особливо популярними виявились збірки творів (переважно гуморесок) «Сцены и рассказы из малорусского народного быта» (1871, 5-е видання — 1886), «Эпизоды из жизни малоруссов» (1872) і «Новыя сцены из малорусского быта» (1883), які витримали кільканадцять перевидань. Читачі відзначили живу, жваву мову, колоритність та знайомість образів, гумор. Як зазначав біограф Павловський ті «сцени» було «вихвачено просто з життя».
Проте приблизно з 1877 року Раєвський спробував відступити від амплуа автора гуморесок, і починає все глибже та серйозніше занурюватися у фольклор. Особливе враження на нього справили поліськи казки та легенди, їх особлива демонологія, з якою він був добре знайом. Новели та розкази «поліського циклу» Раєвського вже не мають бурлескності — навпаки, в них все більше «страшного», легендарного, багато сюжетів вже спираються не на побутові спостереження, а на народні повір'я. Дехто з сучасників Раєвського зазначав що його творчість була позначена помітним впливом Гоголя.
Раптова хвороба (запалення легенів) та смерть завадила Петрові Раєвському завершити роботу над запланованим повним виданням його творів. Похований у Києві на Щекавицькому кладовищі.
Оповідання Раєвського було передруковано в перекладах українською мовою в альманахах «Розвага», І. (1905), «Вечорниці» (1907) та ін. За радянських часів твори Раєвського не перевидавалися.